# Jan Kąkolewski
Jan Zdzisław Kąkolewski, ps. „Dziadek”, „Gracjan”, „Józef”, „Stefan”, „Zaremba” (ur. 23 grudnia 1893 w Pobiedziskach, zm. 22 września 1977 w Poznaniu) – podpułkownik piechoty Wojska Polskiego.

## Życiorys
Syn Bronisława i Stanisławy. Ukończył gimnazjum w Poznaniu. Studiował w Królewskiej Wyższej Szkole Budowy Maszyn w Poznaniu, następnie w Essen, z obu szkół został wydalony za działalność polityczną. Od 1908 działał w tajnych organizacjach młodzieżowych zaboru pruskiego, m.in. był komendantem organizacji niepodległościowej „Żuaw”, od 1911 w Towarzystwie Kształcenia Młodzieży „Iskra”, w Towarzystwie Tomasza Zana, 8 września 1912 ukończył pierwszy w zaborze kurs harcerski, organizator I Drużyny Harcerskiej im. W. Jagiełły w Poznaniu. W 1913 został uwięziony przez władze pruskie. W czasie I wojny światowej, w maju 1915, został wcielony do 19 pułku piechoty armii pruskiej. W 1918 działał w POW na terenie zaboru pruskiego. Od grudnia 1918 walczył w powstaniu wielkopolskim. Następnie, do 1933 służył w Wojsku Polskim. Awansowany w 1919 do stopnia podporucznika. W latach 1919–1920 brał udział w wojnie z bolszewikami. W 1922 w stopniu kapitana piechoty służył w 6 pułku piechoty Legionów. Z dniem 26 lutego 1925 otrzymał przeniesienie do Korpusu Ochrony Pogranicza. W październiku 1926 został przeniesiony z KOP do macierzystego 6 pp Leg., a w październiku następnego roku wyznaczony na stanowisko oficera Przysposobienia Wojskowego. W marcu 1929 został przeniesiony na stanowisko komendanta placu Kalisz. W listopadzie 1932 został zwolniony z zajmowanego stanowiska i oddany do dyspozycji dowódcy Okręgu Korpusu Nr VII, a z dniem 31 stycznia 1933 przeniesiony w stan spoczynku.
W 1939 walczył w kampanii wrześniowej, m.in. w obronie Warszawy. Po kapitulacji Warszawy został członkiem Związku Walki Zbrojnej w Siedlcach. W latach 1941–1943 był komendantem Narodowej Organizacji Wojskowej na terenie Białostocczyzny. Od 1943 w Armii Krajowej. Latem 1944 przeszedł do Polskiej Armii Ludowej. Jako pułkownik brał udział w powstaniu warszawskim, trafił do niewoli (nr jeniecki 225067). W konspiracji posługiwał się nazwiskiem Mieczysław Fibak.
Po wojnie powrócił do Poznania. Pracował jako urzędnik. Był członkiem Związku Powstańców Wielkopolskich.
Zmarł 22 września 1977 w Poznaniu. Pochowany 27 września 1977 na cmentarzu komunalnym Miłostowo (pole 5-1-28).

## Awanse
- podporucznik – 1919
- major – 18 lutego 1928 ze starszeństwem z dniem 1 stycznia 1928 i 163 lokatą w korpusie oficerów piechoty
- podpułkownik – 1939?
- pułkownik – 1 stycznia 1942
- generał brygady – 1944 (w PAL)

## Ordery i odznaczenia
- Krzyż Złoty Orderu Wojennego Virtuti Militari
- Krzyż Srebrny Orderu Wojskowego Virtuti Militari (1921)[12]
- Krzyż Niepodległości z Mieczami (18 października 1932)[13]
- Krzyż Walecznych (czterokrotnie, po raz 1, 2 i 3 w 1921)[14][15]
- Złoty Krzyż Zasługi[1]
- Wielkopolski Krzyż Powstańczy (4 listopada 1958)[16]
- Medal Pamiątkowy za Wojnę 1918–1921[1]
- Medal Dziesięciolecia Odzyskanej Niepodległości[1]
- Brązowy Medal za Długoletnią Służbę[1]
- Medal 10 Rocznicy Wojny Niepodległościowej (Łotwa)[17]

## Upamiętnienie
Jan Kąkolewski jest patronem Szkoły Podstawowej w Pomarzanowicach.